# 乍得湖 (南極洲)
77°39′S 162°46′E / 77.650°S 162.767°E
乍得湖（英語：Lake Chad）是南極洲的湖泊，位於維多利亞地，處於霍爾湖西南面僅5米，長1.06公里、寬0.23公里，面積0.15平方公里，最大水深5.5米，由英國的探險隊繪入地圖。